# Элиот, Сэмюэл
Сэмюэл Элиот (англ. Samuel Eliot; 22 декабря 1821 , Бостон — 14 сентября 1898, там же) — американский историк, педагог, профессор.

## Биография
Сын архитектора. Окончил Гарвард-колледж. Работал в Бостонской счетной палате. В начале 1840-х годов совершил четырёхлетнюю поездку в Европу. После возвращения на родину посвятил себя литературному творчеству.
В 1856 году Элиот стал профессором истории и политологии в Тринити-колледже в Хартфорде, штат Коннектикут, с 1860 по 1864 год был президентом Тринити-колледжа. В 1864 году Элиот вернулся в Бостон, хотя продолжал преподавать в Тринити до 1874 года.
С 1866 по 1872 год сотрудник Гарвардского колледжа, читал лекции по истории (1870—1873).
Президент Американской ассоциации социальных наук (1868—1872). С 1872 по 1876 год служил директором средней и нормальной школы для девочек в Бостоне, а с 1878 по 1880 год — руководителем государственных школ в Бостоне, затем с 1885 по 1888 годы работал в Бостонском школьном комитете.
С. Элиот был попечителем Массачусетской больницы общего профиля в Бостоне и Массачусетской школы для слабонервных и в течение 26 лет был членом и президентом совета попечителей Института слепых им. Перкинса.

## Научная деятельность
В 1847 года опубликован его труд «Passages from the history of liberty», посвященный жизни Арнольда из Брешии, Савонаролы и других итальянских реформаторов. В 1849 году издал «The liberty of Rome» (новое издание под заглавием: «History of liberty. I. The ancient Romans. II. History of the early Christians», 1852). Другие сочинения его: «Manual of the United States history between the years 1492 and 1850» (1856, новое изд. 1877) и «Early relations with the Indians» (1869).

## Избранные труды
- Translations from the Spanish Poet José Zorilla, (1846).
- Passages from the History of Liberty, (1847).
- The Liberty of Rome, (2 тома, 1849)
- Manual of United States History: From 1492 to 1850, (1856).
- Manual of the United States: From 1492 to 1872, (1874).
- Poetry for Children, (1879).
- Selections from American Authors: A Reading Book for School and Home, (1879).
- The Arabian Nights' Entertainments: Six Stories, (1880).